# Debbie Wasserman Schultz
Debbie Wasserman Schultz (Forest Hills, 27 september 1966) is een Amerikaans politica.

## Levensloop
Wasserman Schultz groeide op op Long Island, New York. Ze behaalde in 1988 een Bachelor of Arts, en twee jaar later een Master of Arts in de politicologie aan de Universiteit van Florida.  Vanaf 1988 werkte ze als assistent voor Peter Deutsch, lid van het Huis van Afgevaardigden van de staat Florida. Toen deze in 1992 - met succes - een gooi deed naar het federale Huis van Afgevaardigden, raadde hij Wasserman Schultz aan om zich voor zijn zetel in het staatsparlement verkiesbaar te stellen. Dat deed ze en werd gekozen. Daarmee werd Wasserman Schultz het jongste lid ooit van het staatsparlement in de geschiedenis van de staat Florida. Na twee termijnen van elk vier jaar was ze wettelijk gezien verplicht terug te treden. Ze ging les geven op een universiteit.
Twee jaar later, in 2000, werd Wasserman Schultz gekozen in de Senaat van Florida. Vier jaar later stelde haar politieke mentor Deutsch zich verkiesbaar voor de Senaat, maar verloor in de Democratische voorverkiezingen. Zijn zetel in het Huis van Afgevaardigden was daardoor wel beschikbaar en zijn vroegere assistent slaagde er weer in hem op te volgen.
Qua standpunten staat Wasserman Schultz grotendeels in de Democratische traditie. Qua medische-ethische thema's is ze doorgaans pro-choice en voor strengere wapenwetgeving. In de zaak-Terry Schiavo, die speelde in haar thuisstaat, was ze tegen inmenging van het Congres. In 2014 stelde ze een wet voor waardoor de straffen op identiteitsfraude verhoogd zouden worden, en waardoor er bij bedrijven en organisaties ook sprake kon zijn van identiteitsfraude, en niet alleen bij individuen.
President Barack Obama koos Wasserman Schultz in 2011 als opvolger van Tim Kaine en Donna Brazile - die de functie op ad interimbasis vervulde - als voorzitter van het Democratic National Committee. In 2016 kwam ze in opspraak na gelekte e-mails waarin ze onder andere een vertegenwoordiger van Bernie Sanders omschreef als een leugenaar. Ze bleek de campagne van Sanders actief te hebben tegengewerkt, ten faveure van Hillary Clinton. In de aanloop naar de Democratische partijconventie van 2016 kondigde zij daarom haar ontslag als voorzitter aan. Daar was wel een telefoontje van president Obama voor nodig, aangezien Wasserman Schultz in eerste instantie weigerde te vertrekken. Haar voorlopige opvolger is Brazile.
- Library of Congress Control Number: n2013006747
- SNAC: w6nq2w0g
- Biographical Directory of the United States Congress: W000797
- Virtual International Authority File: 296619425
- WorldCat: E39PBJv8CDGWvpFkqyx7979bh3